# Dan Schreiber
Daniel Schreiber, detto Dan (Troy, 30 luglio 1985), è un giocatore di poker statunitense.
Vanta un braccialetto WSOP conquistato nell'edizione 2007 nell'evento World Championship Heads Up No-Limit Hold'em.